# Alburgh (Vermont)
Alburgh (Schreibweise zwischen 1891 und 2006: Alburg) ist eine Town im Grand Isle County des Bundesstaates Vermont in den Vereinigten Staaten mit 2.106 Einwohnern (laut Volkszählung von 2020).

## Geografie

### Geografische Lage
Alburgh grenzt im Norden an Kanada und im Westen an den Bundesstaat New York. Die Town liegt auf einer lang gestreckten Halbinsel, die in den Lake Champlain ragt. Der größte See auf dem Gebiet der Town ist der Mud Creek Pond. Die Oberfläche der Town ist eben, ohne bedeutende Erhebungen. Im Süden liegt der Alburg Dunes State Forest. Über Alburgh läuft die einzige Straßenverbindung zwischen Vermont und New York nördlich des Lake Champlain auf dem U.S. Highway 2.

### Nachbargemeinden
Alle Entfernungen sind als Luftlinien zwischen den offiziellen Koordinaten der Orte aus der Volkszählung 2010 angegeben.
- Norden: Noyan (Kanada), 11,5 km
- Nordosten: Saint Armand (Kanada), 19,0 km
- Osten: Highgate, 17,5 km
- Südosten: St. Albans, 19,0 km
- Süden: North Hero, 14,5 km
- Südwesten: Chazy, (New York), 23,0 km
- Westen: Champlain (New York), 12,5 km
- Nordwesten: Rouses Point, 7,0 km

### Stadtgliederung
Auf dem Gebiet der Town besteht eine Siedlung namens Alburgh Village mit rund 500 Einwohnern als einziger Siedlungskern.

### Klima
Die mittlere Durchschnittstemperatur in Alburgh liegt zwischen −9,44 °C (15° Fahrenheit) im Januar und 20,6 °C (69° Fahrenheit) im Juli. Damit ist der Ort gegenüber dem langjährigen Mittel der USA um etwa 9 Grad kühler. Die Schneefälle zwischen Mitte Oktober und Mitte Mai liegen mit mehr als zwei Metern etwa doppelt so hoch wie die mittlere Schneehöhe in den USA. Die tägliche Sonnenscheindauer liegt am unteren Rand des Wertespektrums der USA, zwischen September und Mitte Dezember sogar deutlich darunter.

## Geschichte
Das Gebiet des heutigen Grand Isle County, dessen nördlichste Gemeinde Alburgh darstellt, wurde bereits etwa ab 1731 von den Franzosen von Kanada aus besiedelt, die hier eine steinerne Windmühle errichteten. Auch die Errichtung einer Missionskirche war geplant, wurde aber offenbar nicht verwirklicht. Die erste Landvergabe wurde am 3. April 1733 an Francois Foucault durchgeführt und am 6. April 1734 vom französischen König bestätigt. Diese erste Besiedlung bestand aber nur für geringe Zeit, vermutlich weniger als 10 Jahre. Die ständigen kriegerischen Auseinandersetzungen zwischen Franzosen und Briten in dieser Grenzregion machten das Areal für Siedler uninteressant. Trotzdem bestanden bis zur Eroberung durch die Briten, die das Gebiet in die Obhut von Henry Caldwell und dessen Sohn übergaben und 1781 ihrerseits zur Landnahme ausriefen, kontinuierlich kleine Siedlungen.
Das heutige Alburgh wurde von 65 Siedlern rund um Ira Allen gekauft, nach dem Alburgh auch benannt wurde. Die Urkunde ist auf den 23. Februar 1783 datiert. Seit 1786 ist es im Kongress Vermonts durch einen Abgeordneten vertreten. Der Landstrich war allerdings umstritten; auch andere Personen nahmen das Besitzrecht für sich in Anspruch; so einige königstreue Siedler, aber auch Sir George Grant‚ der sich auf eine Überlassung durch den Herzog von York berief. Allen und seine Siedlergruppe konnten sich jedoch durchsetzen; seine konstituierende Stadtversammlung fand 1792 statt und wurde von der Verwaltung Vermonts anerkannt.
Bereits ab 1796 wurden erste Fährverbindungen zu den umliegenden Inseln und Towns eingerichtet. Sie existieren zum Teil bis zum heutigen Tag. 
Die erste Windmühle der Neusiedler wurde um 1800 errichtet; zuvor war die nächste Mühle in Swanton zu finden. Um 1830 kam ein dampfbetriebenes Sägewerk im Norden der Town hinzu, das aber bereits 1834 niederbrannte; ein Nachfolgebau erwies sich als unprofitabel.

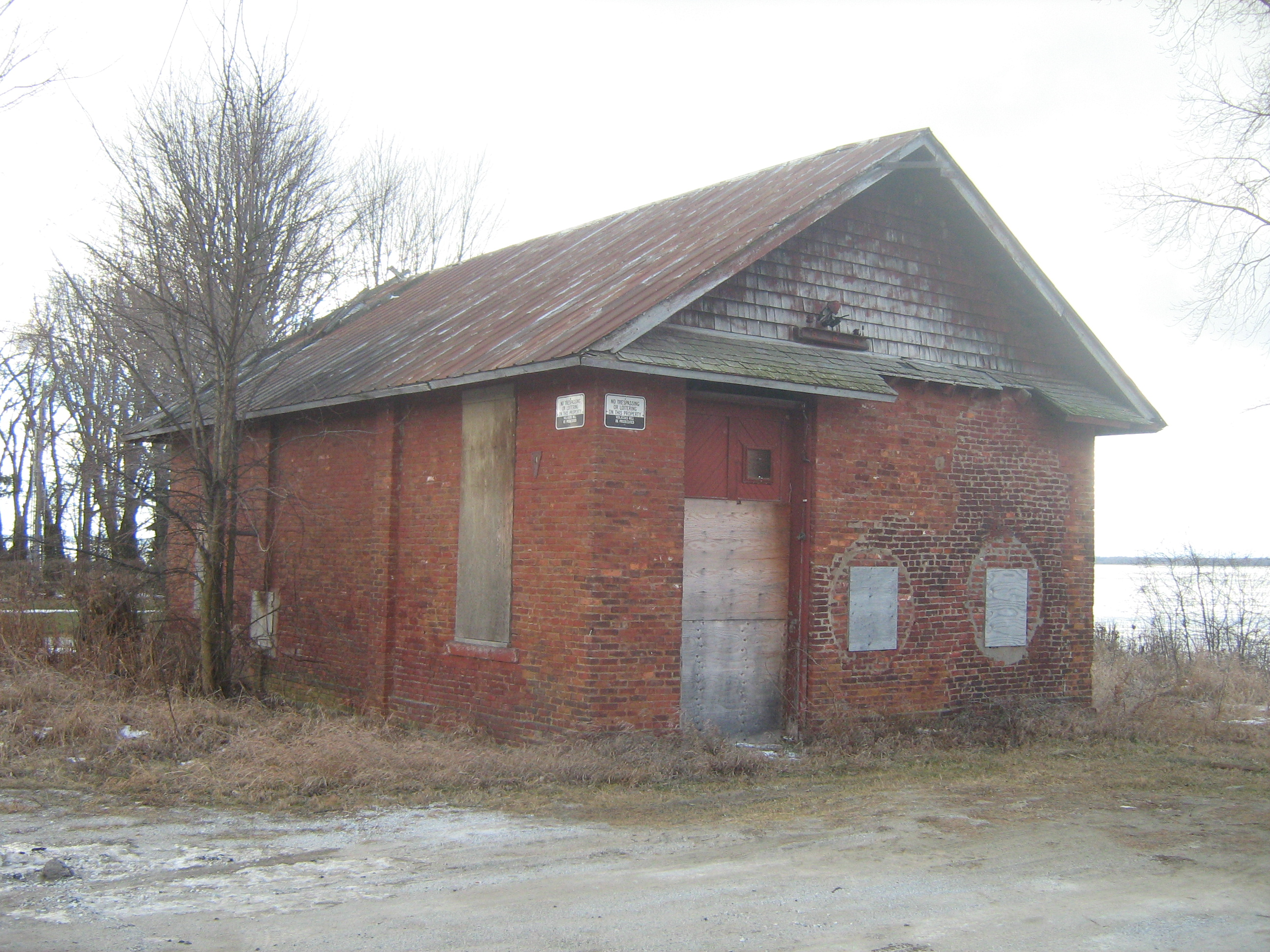
Rutland Railroad Pumping Station

Zwischen 1850 und 2004 führte eine Eisenbahnverbindung, die St. Johnsbury and Lake Champlain Railroad bzw. deren Rechtsnachfolger, auf Brücken und Dämmen von Swanton im Osten über die Missisquoi-Bucht nach Alburgh und von dort aus über einen weiteren Damm nach Rouses Point im Staat New York. Die Bahndämme dienen heute dem Straßenverkehr.
Ab 1861 sandte die Gemeinde 83 ihrer Bürger in den Amerikanischen Bürgerkrieg, darunter vier Indianer und einen britischen Deserteur aus Kanada. Die Zahl der Toten und Verletzten ist nicht überliefert.
Der Ort lebt in erster Linie von Landwirtschaft, aber auch der Tourismus ist verbreitet. Insbesondere in den Sommermonaten ist die Umgebung wegen ihrer großen Wasserflächen als Urlaubsgebiet beliebt. Dazu trägt ein Naturschutzgebiet an der Südspitze der Halbinsel bei, der Alburg Dunes State Park, in dem sich Dünen aus eiszeitlichen Sanden gebildet haben.

### Religion
In Alburgh sind drei kirchliche Konfessionen angesiedelt: eine episkopale, eine römisch-katholische und eine unabhängige Kirchengemeinde.

### Einwohnerentwicklung
| Jahr      | 1700  | 1710  | 1720  | 1730  | 1740  | 1750  | 1760  | 1770  | 1780  | 1790  |
| --------- | ----- | ----- | ----- | ----- | ----- | ----- | ----- | ----- | ----- | ----- |
| Einwohner |       |       |       |       |       |       |       |       |       | 446   |
| Jahr      | 1800  | 1810  | 1820  | 1830  | 1840  | 1850  | 1860  | 1870  | 1880  | 1890  |
| Einwohner | 750   | 1.106 | 1.172 | 1.239 | 1.344 | 1.568 | 1.793 | 1.716 | 1.614 | 1.390 |
| Jahr      | 1900  | 1910  | 1920  | 1930  | 1940  | 1950  | 1960  | 1970  | 1980  | 1990  |
| Einwohner | 1.474 | 1.311 | 1.491 | 1.609 | 1.623 | 1.402 | 1.123 | 1.271 | 1.352 | 1.362 |
| Jahr      | 2000  | 2010  | 2020  | 2030  | 2040  | 2050  | 2060  | 2070  | 2080  | 2090  |
| Einwohner | 1.952 | 1.998 | 2.106 |       |       |       |       |       |       |       |

## Wirtschaft und Infrastruktur

### Verkehr
Über Alburgh läuft die einzige Straßenverbindung zwischen Vermont und New York nördlich des Lake Champlain auf dem U.S. Highway 2. In Alburgh gibt es keine Haltestelle der Amtrak. Die nächstgelegene Haltestelle befindet sich in Rouses Point.

### Öffentliche Einrichtungen
Es gibt kein Krankenhaus in Alburgh. Das nächstgelegene Hospital ist das Northwestern Medical Center in St. Albans.

### Bildung
Alburgh gehört mit Grand Isle, Isle La Motte, North Hero und South Hero zur Grand Isle Supervisory Union. Das Alburgh Community Education Center bietet Schulklassen vom Kindergarten bis zum achten Schuljahr.
Die Alburgh Public Library befindet sich an der Main Street.

## Persönlichkeiten

### Söhne und Töchter der Stadt
- Barbour Lewis (1818–1893), Politiker und Abgeordneter des Repräsentantenhauses von Tennessee.
- Willis Sweet (1856–1925), Politiker und Abgeordneter des Repräsentantenhauses von Idaho.

### Persönlichkeiten, die vor Ort gewirkt haben
- Jedd P. Ladd (1828–1894), Anwalt und Politiker, State Auditor von Vermont